# Małgorzata Maria Dzierzęcka
Małgorzata Maria Dzierzęcka, primo voto Zajączkowska – polska lekarz weterynarii, doktor habilitowany nauk weterynaryjnych, adiunkt w Szkole Głównej Gospodarstwa Wiejskiego w Warszawie, specjalistka od anatomii zwierząt, chorób zakaźnych zwierząt, anatomii porównawczej i anatomii klinicznej.

## Kariera naukowa
W 1996 roku na Wydziale Medycyny Weterynaryjnej Szkoły Głównej Gospodarstwa Wiejskiego w Warszawie uzyskała tytuł lekarza weterynarii. W 2001 roku na tym samym wydziale uzyskała stopień doktora nauk weterynaryjnych na podstawie rozprawy pt. Występowanie boreliozy z Lyme u koni w wybranych ośrodkach hodowlanych Polski centralnej, której promotorem był Jerzy Kita. W tym samym roku została zatrudniona na tejże uczelni, a w 2014 roku uzyskała na jej Wydziale Medycyny Weterynaryjnej stopień doktora habilitowanego nauk weterynaryjnych na podstawie pracy pt. Urazowość kości kończyn oraz ocena zależności parametrów densytometrycznych i geometrycznych tkanki kostnej kości pęcinowych od strony ciała, płci oraz typu morfologicznego koni.